# Czyściciel
Czyściciel (ang. Code Name: The Cleaner) – amerykańska komedia sensacyjna z 2007 r. w reżyserii Lesa Mayfielda.

## Fabuła
Jake Rodgers budzi się w apartamencie obok trupa – agenta FBI. Nic nie pamięta. Błąka się po mieście, aż odnajduje go jego rzekoma żona – Diane. Zabiera go do luksusowego domu. Jake ucieka stamtąd. Trafia do małego baru, gdzie spotyka Ginę. Gina podaje się za jego dziewczynę. Jake powoli odzyskuje pamięć. Wszystko co pamięta okazuje się tylko fabułą gry komputerowej o pułkowniku Bowmanie. Jake Rodgers tak naprawdę jest dozorcą w biurze wytwórni gier komputerowych Digital Arts, który kocha grać w gry komputerowe. W jednym z opakowań po grze Jake znalazł „kości” do komputera, które ukrył w biurze. Nie pamięta jednak gdzie. W miarę przebiegu akcji Jake odzyskuje pamięć całkowicie. Kości odnajdują się. Awansuje w Digital Arts. Gina, agentka FBI, zostaje jego dziewczyną. Mimo że Jake Rodgers ma szansę zostać agentem o pseudonimie „Czyściciel” wybiera pracę w biurze.

## Obsada
- Cedric the Entertainer jako Jake Rodgers
- Lucy Liu jako Gina
- Nicollette Sheridan jako Diane
- Mark Dacascos jako Eric Hauck
- Callum Keith Rennie jako Shaw
- DeRay Davis jako Ronnie
- Robert Clarke jako Kamerdyner Simon
- Rick Tae jako Członek obsługi mini-baru
- Arnold Cheng jako Młodzieniec w hallu
- Gina Holden jako Młoda recepcjonistka